# Мегелик Дмитро Тихонович
Дмитро́ Ти́хонович Меге́лик (9 листопада 1924, с. Шилівка, Решетилівський район, Полтавська область, Українська СРР — 9 серпня 1985, Київ, Українська РСР) — український письменник, журналіст, член Спілки письменників СРСР (з 1966 р.).

## Біографія
Народився а родині селянина у старовинному козацькому селі. З малих літ допомагав батькам по господарству, дідові Остапові у сільській кузні.
До 12-и років навчався у місцевій школі, багато читав.
1936 року родина переїхала до м. Запоріжжя, де юнак 1941 року закінчив десятирічку. Працював на заводі «Комунар».
У лютому 1942 року,17-річним, Дмитро потрапив на фронт. Юний солдат воював у окремому гвардійському спецзагоні на 1-му і 2-му Українських фронтах, визволяв міста і села України, пройшов з боями Польщу, Німеччину.
Був контужений, поранений. Нагороджений орденами і медалями.
Після демобілізації, з 1945 року працював у районних, обласних газетах України, удосконалював професійні навички, навчаючись заочно у вузі.
Переїхавши до Києва, тривалий час перебував на роботі у редакціях «Робітничої газети», «Сільських вістей», журналу «Україна».
Помер раптово на 61-му році життя, 9 серпня 1985 року у м. Києві, у рік 40-річчя Перемоги над фашизмом у Другій світовій війні.

## Творчість
Працюючи на заводі «Комунар», почав писати вірші, які друкувалися у заводській багатотиражці, запорізькій обласній молодіжній газеті. У поезіях йшлося про трудові будні молодих робітників, їх захоплення, кохання.
У роки війни вірші рядового Мегелика друкувалися в армійських газетах «На разгром врага», «За честь Батьківщини», «Молодь України».
У перші десятиліття після війни Дмитро Тихонович опублікував у періодиці понад 800 віршів, з'явилися перші збірки творів. У таких як «Засвистали козаченьки», «Степові орли», «Спокійне полум'я» ще відчувалися відлуння боїв, гіркота втрат бойових друзів і віра в те, що майбутні покоління українців не знатимуть, що таке війна.
Пізніше у поетичних книжках з'явилися ліризм, щирість, гумор.
Дмитро Мегелик [Архівовано 15 травня 2018 у Wayback Machine.] — відомий дитячий поет, його твори увійшли до другого тому антології української літератури для дітей, він випустив у світ шість збірок віршів для юних читачів.
П'єси «У Білій Криниці», «Кити йдуть на дно», «Вічна любов» за життя письменника ставились і в професійних, і в самодіяльних театрах.

### Автор поетичних збірок
- «Сонце над Поліссям» (1953)
- «Засвистали козаченьки» (1959)
- «Рушничок» (1963)
- «Голубок» (1967)
- «Закохані вітри» (1969)
- «Зелений дім» (1969)
- «Калина» (1971)
- «Степові орли» (1973)
- «Спокійне полум'я», «Розмова з перепілкою» (1976)
- «Де шумлять тополі» (1979)
- «Журавка» (1984)

### Твори
- Дмитро Мегелик: [біографія, вірші] // Антологія української літератури для дітей: у 3-х т. / упоряд., передм., біогр. нариси Б. Й. Чайковський. — К., 1984. — Т. 2 : Твори радянського періоду: поезія. –1984. — С. 387—390.
- Мегелик Д. Невідомі солдати: [вірш] / Д. Мегелик // Рядки, обпалені війною: вірші поетів-фронтовиків Радянської України / упоряд. П. М. Біба. — К., 1985. — С. 74.

### Про життя і творчість
- Дмитро Мегелик // Письменники Радянської України. 1917—1987: біобібліогр. довідник / укладачі В. К. Коваль, В. П. Павловська. — К., 1988. — С. 394.
- Дмитро Мегелик // 22 червня — 9 травня. Письменники України у Великій Вітчизняній війні: біобібліогр. довідник / упоряд. Б. Буркатов, А. Шевченко. — К., 1980. — С. 222.
- Ротач П. Мегелик Дмитро Тихонович / П. Ротач // Полтавська Шевченкіана: спроба обл. (крайової) Шевченківської енциклопедії. — 2-е вид., випр. / П. Ротач. — Полтава, 2013. — С. 504—505.
- Довгий-Степовий О. Є. Мегелик Дмитро Тихонович / О. Є. Довгий-Степовий // Славні люди Решетилівщини: нариси, замальовки, стислібіогр. оповідки / О. Є. Довгий-Степовий. — Полтава, 2013. — С.144–145.
- Довгий-Степовий О. Є. Пам'ять тих років жива лягла в поезію, в слова: [біографія, творчість] / О. Є. Довгий-Степовий // У кожного своя стежина: слово про славну плеяду письменників і літераторів Решетилівщини XX—XXI століть / О. Є. Довгий-Степовий. — Полтава. 2010. — С.85–103.
- 25 років від дня смерті поета Д. Т. Мегелика // Край. — 2010. — № 76 (серп.). — С. 21.